# Marthe Wandou
Marthe Wandou (Kaélé, 15 de octubre de 1963) es una abogada y activista por la paz y la igualdad de género camerunesa que fue reconocida con el Premio Right Livelihood, considerado el Premio Nobel alternativo.

## Trayectoria
Wandou nació Kaélé, en la región del extremo norte de Camerún. Se licenció en derecho privado por la Universidad de Yaundé y obtuvo un máster en gestión de proyectos por la Universidad Católica de África Central. Además, realizó estudios de género en la Universidad de Amberes.
Wandou se convirtió en un referente en Camerún y la cuenca del Chad en la lucha contra la violencia sexual y por los derechos de los niños y las mujeres. En 1998, fundó la organización ALDEPA (Acción local para un desarrollo participativo y autogenerado), desde la que se ha podido ayudar a más de 50.000 niñas y mujeres afectadas por la violencia del grupo terrorista Boko Haram y a más de 500 de ellas retornadas para que puedan recuperarse de los traumas.
En su lucha por la igualdad de género y activismo por la paz, Wandou apostó por un enfoque holístico para la movilización de comunidades enteras a través de la educación, la prevención, el apoyo psicosocial y la asistencia jurídica.

## Reconocimientos
En 2021, fue galardonada con el considerado como Premio Nobel alternativo, los Premios Right Livelihood 2021, donde también fueron reconocidos los activistas por el medio ambiente Freda Huson, Vladimir Sliwyak y la Iniciativa Legal para los Bosques y Medio Ambiente.